# Moscheea Carol-Hunchiar
Moscheea Carol-Hunchiar sau Geamia Carol-Hunchiar este un edificiu de cult islamic din București. Aceasta este cea mai veche moschee din capitala României, datând de la începutul secolului al XX-lea. Este localizată pe Strada Constantin Mănescu, în apropiere de Piața Eroii Revoluției.

## Istorie și arhitectură

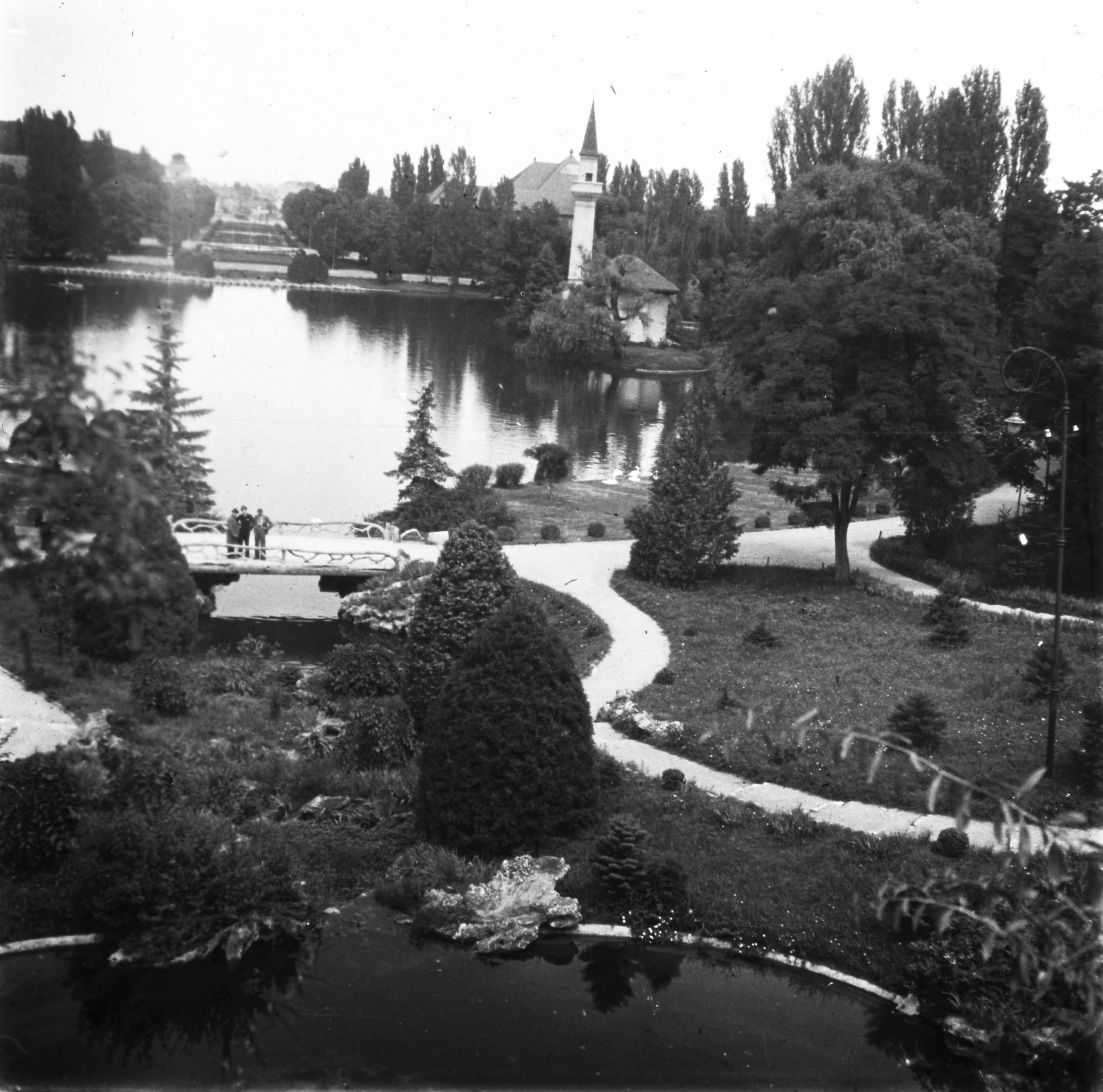
Localizarea inițială a moscheii, în Parcul Carol I.

În anul 1906 se împlineau 40 de ani de când Carol venise ca principe străin în România și 25 de ani de la proclamarea regatului și încoronarea sa. Momentul trebuia marcat printr-o serie de evenimente. S-a hotărât, în cele din urmă, organizarea unei expoziții jubiliare pe dealul Filaret din București (actualmente Parcul Carol I, sector 5). Expoziția a constat în realizarea mai multor monumente simbolice ce aveau să "împodobească" zona viitorului parc, monumente precum Arenele Romane, Palatul Artelor sau Turnul de apă „Cetatea lui Țepeș Vodă”. Pe lângă acestea, la comanda regelui a fost proiectată și o moschee, locaș religios de cult islamic, ce avea să arate apartenența Dobrogei, fost teritoriu otoman, la Regatul României, dar și toleranța statului și respectul față de turcii și tătarii ce au luptat contra regimului otoman. Până la acest moment, nu a existat nicio moschee în București. Cel ce a proiectat întreg ansamblul a fost arhitectul francez Édouard Redont. Moscheea era localizată, în zona centrală a parcului, pe o insuliță. Numele de "Carol-Hunchiar" al moscheii se traduce din limba turcă drept  "Carol Guvernatorul". Edificiul a funcționat ca locaș de cult islamic până în anul 1959, când regimul comunist a hotărât demolarea sa pentru a face loc Monumentului Eroilor Patriei și a Luptei Poporului pentru Libertate și Socialism, actualul mausoleu al personalităților comuniste, între care Gheorghe Gheorghiu Dej. La un an însă, în 1960, regimul hotărăște să reconstruiască moscheea, dar într-o altă zonă, în afara parcului. Acest lucru se datorează faptului că România își dorea să aibe o relație politică și economică strânsă cu statele musulmane din Africa și Orientul Mijlociu, iar capitala trebuia să aibe obligatoriu o moschee.
Zona aleasă pentru reconstruirea edificiului a fost Piața Pieptănari, în zona actualei Piețe a Eroilor Revoluției, la câteva străzi distanță mai la sud de Parcul Carol I. Până la sfârșitul anilor 90', Carol-Hunchiar a fost singura moschee din București, până când au apărut alte locașuri din inițiativa unor asociații și organizații islamice private.
Moscheea are un stil comun pentru moscheile turcești de mici dimensiuni, cu o sală de rugăciune modestă și un minaret înalt de aproximativ 26 de metri. Sunt prezente toate elementele caracteristice unei moschei, precum mihrabul (altarul) sau nișa ce indică direcția de rugăciune către Mecca, minbarul (amvonul) pentru predicile din ziua de vineri și ciușmelele pentru spălarea rituală. După anul 1993, a fost construită lângă vechea moschee de piatră o sală auxiliară din lemn, oferindu-le un spațiu mai larg credincioșilor.